# SC São João de Ver
El SC São João de Ver es un equipo de fútbol de Portugal que juega en la Terceira Liga, la tercera división de fútbol del país.

## Historia
Fue fundado en el año 1929 en la ciudad de São João de Ver en el consejo de Santa Maria da Feira del distrito de Aveiro y gran parte de su historia la han pasado en las ligas regionales de Aveiro hasta que en la temporada 2000/01 logra ascender a las ligas nacionales luego de que ganaran la promoción a la hoy desaparecida Segunda División de Portugal, en la cual estuvieron apenas dos temporadas.
Han participado en la Copa de Portugal en algunas ocasiones sin mucho éxito.
El 23 de junio de 2022 se confirma que 2 jugadores del Club Bolívar de Bolivia envía a 2 juveniles en busca de experiencia y llegar a sobresalir en el equipo portugués.

## Palmarés
- Liga Regional de Aveiro: 1

2019/20
- Primera División de Aveiro: 2

1963/64, 1973/74
- Copa de Aveiro: 1

2018/19